# Нарсісо Лопес
Нарсісо Лопес Родрігес (ісп. Narciso López Rodríguez, 18 серпня 1928, Халіско — січень 1988, Гвадалахара) — мексиканський футболіст, що грав на позиції захисника, зокрема, за клуб «Оро», а також національну збірну Мексики.
Дворазовий чемпіон Мексики.

## Клубна кар'єра
У футболі дебютував 1948 року виступами за команду «Оро», в якій провів десять сезонів. 
Своєю грою за цю команду привернув увагу представників тренерського штабу клубу «Гвадалахара», до складу якого приєднався 1958 року. Відіграв за команду з Гвадалахари наступні два сезони своєї ігрової кар'єри і виграв чемпіонат у сезонах 1958-59 та 1959-60.
1960 року перейшов до клубу «Насьональ», за який відіграв ще три сезони.  Завершив професійну кар'єру футболіста виступами за команду «Насьональ» у 1963 році.

## Виступи за збірну
1953 року дебютував в офіційних матчах у складі національної збірної Мексики. Протягом кар'єри у національній команді провів у її формі 10 матчів.
У складі збірної був учасником чемпіонату світу 1954 року у Швейцарії, де зіграв з Бразилією (0-5) і Францією (2-3).
Помер, ймовірно, у січні 1988 року у місті Гвадалахара.

## Титули і досягнення
- Чемпіон Мексики (2):

«Гвадалахара»: 1959, 1960